# IBM HTTP Server
IBM HTTP Server é um servidor baseado no Apache HTTP Server da Apache Software Foundation que roda em AIX, HP-UX, Linux, Solaris, Windows NT/2000/2003, e z/OS. 
Pode-se fazer o download e usar o IBM HTTP Server sem custos mas sem o suporte da IBM. O Server HTTP esta também incluso nos pacotes de distribuição do WebSphere Application Server. A porta padrão do console administrativo é 8008.

## Últimas versões
- IBM HTTP Server 7.0
  - 7.0.0.0, 15 de março de 2009 (baseado em Apache 2.2.11)

- IBM HTTP Server 6.0
  - 6.1.0.0, 21 de Julho 2006
  - 6.0.2.0, 29 de Julho 2005
  - 6.0.1.0, 15 de Abril 2005
  - 6.0.0.0, 10 de Dezembro 2004